# Тридцатилетнее перемирие
Тридцатилетнее перемирие или Хлатское перемирие (груз. ოცდაათწლიანი ზავი) — заключённое между царицей (мепе) Грузии Тамарой и султаном Египта Аль-Адиль I Абу Бакр ибн Айюбом в октябре 1210 года.
К 1208 году Грузинское царство бросило вызов правлению Айюбидов в восточной Анатолии и осадило крепость Хлат. В ответ султан Египта Аль-Адиль I Абу Бакр ибн Айюб собрал и лично возглавил большую мусульманскую армию, в которую входили эмиры Хомса, Хамы и Баальбека, а также воины из других княжеств Айюбидов для поддержки эмира Аль-Аухад Айюбида. Во время осады грузинский военачальник царицы Тамары — Иване Мхаргрдзели случайно попал в руки противника на окраине Хлата и был освобождён только после того, как грузины согласились на перемирие на следующих условиях:
- Грузии пришлось заплатить выкуп в размере 100 000 динаров;
- Грузии пришлось уступить 27 крепостей и замков;
- Грузии пришлось освободить 5000 заключенных-мусульман;
- Иване Мхаргрдзели пообещал правителю Хлата Аль-Аухад Айюбиду, сыну Аль-Адиля и племяннику Саладина руку своей дочери Тамты.

Грузия выполнила все предусмотренные условия. Иване Мхаргрдзели был освобождён. Грузия отказалась от армянской территории, контролируемой Аюбидом, воздерживалась от военных действий против врага, с которым Тамара подписала перемирие, была установлена граница или христианско-мусульманский мир. В результате Грузия отказалась от своих амбиций западнее реки Аракс, что привело к 30-летнему перемирию с Египтом.